# 淡水屯山古聖廟行忠堂
25°12′07″N 121°28′52″E / 25.201920°N 121.480986°E
淡水屯山古聖廟行忠堂，簡稱淡水行忠堂，是位於臺灣新北市淡水區忠山里的鸞堂，有淡水神社的遺構。

## 派系
宜蘭新民堂分香建立頭城喚醒堂，頭城喚醒堂分香建立淡水行忠堂。行忠堂分香建有三芝區的智成忠義宮、淡水行忠宮、覺修宮。
此鸞堂原處是李宗範興辦的私塾，並聘請聘李填池的兄長李銅池任教。鄭志明研究，早期臺灣鸞堂多是文人士子會集之處，文人在此消遣、表現文才、教訓民眾。廟建於1900年代左右，原本廟身格局只有三開間，廟內供奉五恩主，香火來自頭城喚醒堂。
重修後擴建三川堂與廳堂。今址為忠山里椿子林18號。

## 公園
廟方擁有面積達四甲的行忠堂公園。

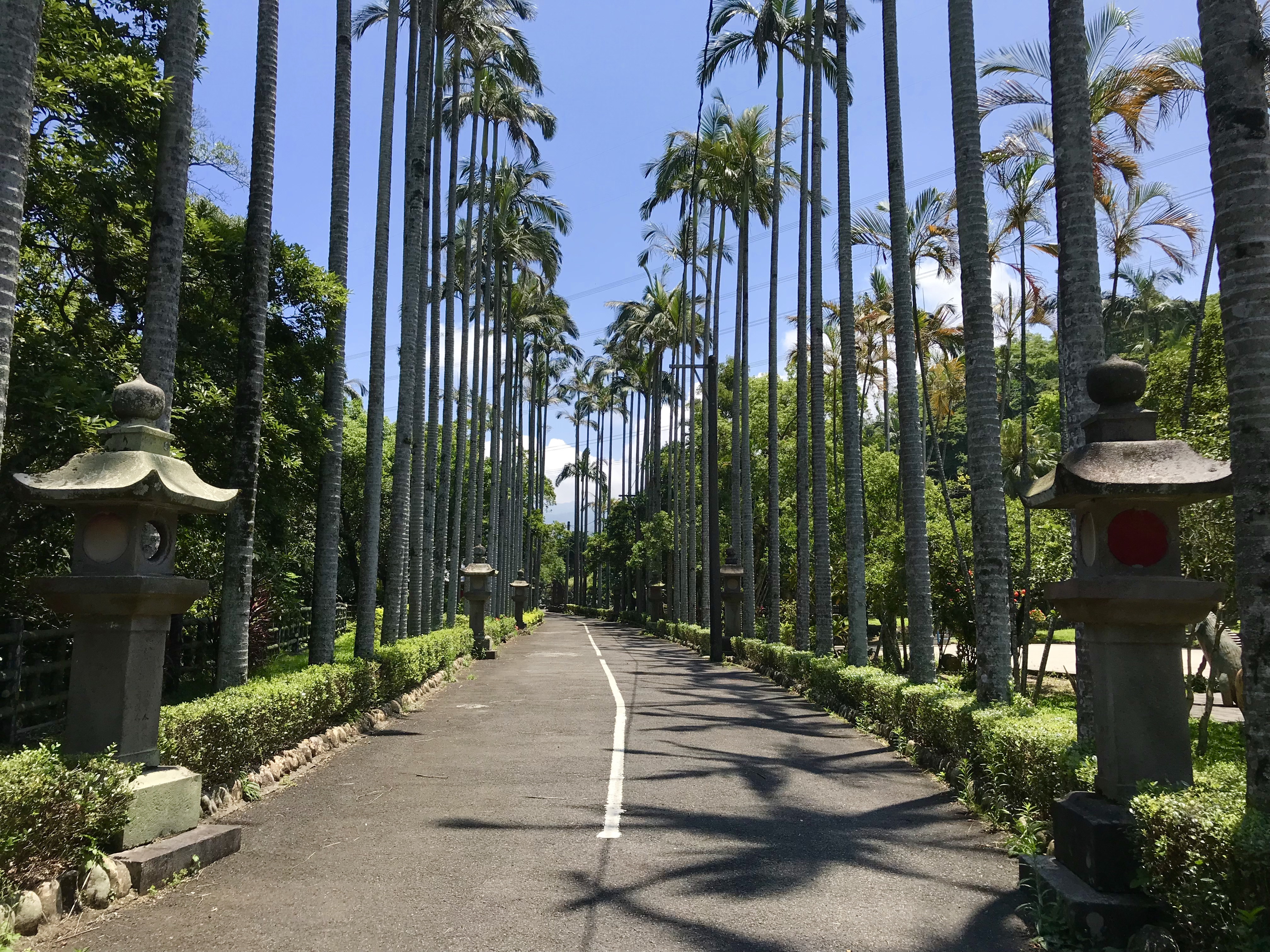
公園入口的淡水神社石燈座。

在其入口的椰林大道排著二十幾個淡水神社的燈座，基柱上刻著「淡水信用組合」、「淡水中學」及「淡水高等女學校」等字樣。1951年左右，淡水神社拆除，連同燈座也要以廢棄物清理，於是廟方花錢將這批燈座、手水舍運回。廟方李永鑣回憶廟方及忠山里民幾十人合作，用推車和吊車接力將物件運上山。廟方在小溪邊用神社的檜木蓋了涼亭，稱作「溪秀亭」。原先其屋頂原本還鑲嵌著銅片，卻被里民拿走變賣，廟方只好以白鐵重新覆蓋。
公園旁近山腳邊，有一條長達數百公尺、取作「行忠八仙洞」的地底觀光隧道。為廟方在約1980年代耗資新臺幣千萬元、歷時二年完成。平日並不開放，觀光客需先通知廟方管理員才能進去。記者曾評論隧道的塑像取材雖好，但層次不夠分明，欠缺系統的整理，塑造技巧與藝術的講究仍有待加強。

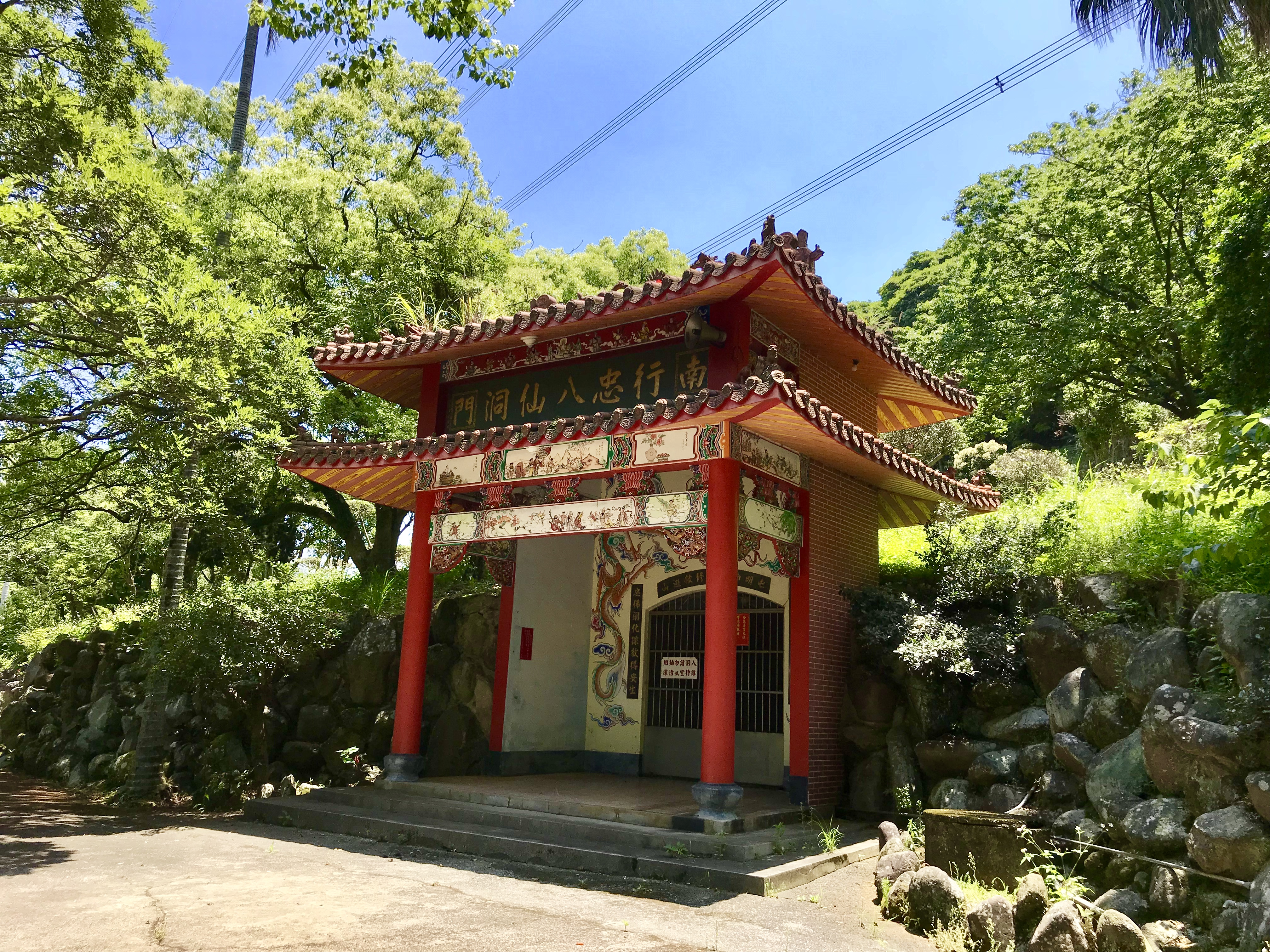
八仙洞南門

## 軼事
1954年，地方傳出七旬的行忠堂管理員李溯洄，從農曆二月二十五日當天拜拜後，就多天不食，引起眾人好奇。此事引起《聯合報》記者鍾中培於該年6月9日前往訪問，採訪時還有六、七位老者在傍作證。李溯洄答說是自己不能進食，而非不食，只飲些紅棗湯和烏龍茶以支持日益衰弱的身體，並說是靠神明庇佑。